# Doliops transverselineata
Doliops transverselineata là một loài bọ cánh cứng trong họ Cerambycidae.